# Daniel Delgado (futbolista)
Daniel Alberto Delgado (8 de noviembre de 1980) es un ex  futbolista argentino y actualmente es técnico desempeñándose como ayudante de campo. Jugó como defensor central (zaguero) y a raíz de una lesión tuvo que retirarse. 
El Negro se desempeñó en Club Social y Deportivo Merlo , Club Social y Deportivo Tristán Suárez ,  Brown de Adrogué,  Club Atlético Sarmiento (Junín),  Club Atlético Platense en todos ellos dejó su huella y hasta tiene una peña con su nombre. Es muy querido y bien recordado por todos los hinchas de los clubes por dónde pasó.  
Luego de su retiro, incursionó como técnico en clubes de la Liga Deportiva del Oeste con muy buenos logros en su corta estadía por la mencionada liga. A raíz de sus buenos resultados como entrenador y dados sus antecedentes como jugador es que comenzó a trabajar como ayudante de campo, ocupando actualmente ese cargo en el club CADU (Club Atlético Defensores Unidos de Zárate) de la B Nacional del Fútbol Argentino. 